# Filip Stojković
Filip Stojković (serbisch-kyrillisch Филип Стојковић; * 22. Januar 1993 in Belgrad) ist ein montenegrinisch-serbischer Fußballspieler.

## Karriere

### Verein
Stojković entstammt den Nachwuchsmannschaften von Roter Stern Belgrad. Für den Verein gab er 2012 sein Profidebüt in der serbischen Super Liga. Anschließend war er an den FK Banat Zrenjanin in die zweitklassige Prva Liga verliehen. Seit 2013 spielte er – zunächst auf Leihbasis – für den serbischen Erstligisten FK Čukarički. Zur Spielzeit 2016/17 wechselte er in die 2. Bundesliga zum TSV 1860 München, wo er einen Fünfjahresvertrag erhielt.
Nach dem Abstieg mit 1860 kehrte Stojković zur Saison 2017/18 zu Roter Stern Belgrad zurück. Dort wurde er am Ende der Saison 2018/19 von Spielern und Trainern der serbischen Superliga in die „Elf des Jahres“ gewählt.
Im August 2019 wechselte er nach Österreich zum SK Rapid Wien, bei dem er einen bis Juni 2022 laufenden Vertrag erhielt. Für Rapid kam er insgesamt zu 73 Einsätzen in der Bundesliga, in denen er zwei Tore erzielte. Am 25. Mai 2022 wurde bekanntgegeben, dass sein Vertrag in Wien nicht verlängert wird, womit er den Klub nach der Saison 2021/22 hätte verlassen sollen. Nur zwei Tage nach dieser Meldung wurde Stojković aber kurz vor Saisonende von Rapid fristlos entlassen. Kurz davor war ein Video aufgetaucht, das den als verletzt gemeldeten Montenegriner beim Feiern des Pokalsiegs bei seinem Ex-Klub Roter Stern zeigte, während Rapid zeitgleich gegen die WSG Tirol um einen Conference-League-Platz spielte.
Daraufhin wechselte er zur Saison 2022/23 zum Ligakonkurrenten LASK, bei dem er einen bis Juni 2025 laufenden Vertrag erhielt. Beim LASK traf er auf seinen Ex-Rapid-Trainer Dietmar Kühbauer und Roter-Stern-Mitspieler Branko Jovičić. Für den LASK kam er insgesamt zu 66 Bundesligaeinsätzen. Nach seinem Vertragsende verließ er den Verein nach der Saison 2024/25. Zur Saison 2025/26 wechselte er anschließend nach Thailand zu Buriram United.

### Nationalmannschaft
Stojković spielte in verschiedenen Altersklassen für serbische Nachwuchsnationalmannschaften. Am 25. Mai 2016 debütierte er für die Fußballnationalmannschaft Montenegros bei einer 0:1-Niederlage gegen die Türkei. Bis März 2019 kam er zu 15 Einsätzen im montenegrinischen Nationalteam, ehe er aus diesem zurücktrat, da der gebürtige Serbe nicht gegen den Kosovo antreten wollte.